# Наваги (село, Аджикабульский район)
Наваги (азерб. Navahı) — село в Навагинском административно-территориальном округе Аджикабульского района Азербайджана.

## Этимология
Название села происходит от арабского слова навахия, которое означает «местность, поле, площадь».

## История
Село Наваги-Муганлы в 1886 году согласно административно-территориальному делению Бакинской губернии относилось к Навагинскому сельскому обществу Джеватского уезда.
Село Наваги-Муганлы в 1913 году согласно административно-территориальному делению Бакинской губернии относилось к Навагинскому сельскому обществу Шемахинского уезда.
В 1926 году согласно административно-территориальному делению Азербайджанской ССР село относилось к дайре Кубали-Бала-Оглан Шемахинского уезда.
После реформы административного деления и упразднения уездов в 1929 году был образован Навагинский сельсовет в Карасуинском районе Азербайджанской ССР. Позже район упразднен, село вошло в состав Али-Байрамлинского района, но в 1939 году село передано в состав Кази-Магомедского района.
4 декабря 1959 года Кази-Магомедский район ликвидирован, а село передано в состав Али-Байрамлинского района.
Согласно административному делению 1961 года село Наваги входило в Навагинский сельсовет Али-Байрамлинского района Азербайджанской ССР, в 1963 году село с сельсоветом передано в состав Сальянского района.
24 апреля 1990 года село передано в состав новообразованного Аджикабульского района.
В 1999 году в Азербайджане была проведена административная реформа и внутри Навагинского административно-территориального округа был учрежден Навагинский сельский муниципалитет Аджикабульского района.

## География
Село находится в 17 км от райцентра Аджикабул и в 107 км от Баку. Через село проходит трасса Баку-Алят-Казах-Грузия. Ближайшая железнодорожная станция — Наваги.
Село расположено на равнине. Находится на высоте 33 метров над уровнем моря.

## Население
| Численность населения | Численность населения | Численность населения | Численность населения | Численность населения |
| 1886                  | 1911                  | 1983                  | 1999                  | 2009                  |
| --------------------- | --------------------- | --------------------- | --------------------- | --------------------- |
| 642                   | ↗699                  | ↗1425                 | ↗2132                 | ↘2092                 |

В 1886 году в селе проживало 642 человека, все — азербайджанцы, по вероисповеданию — мусульмане-шииты.
Население преимущественно занимается разведением животных.

## Климат
| Показатель                                             | Янв. | Фев. | Март | Апр. | Май  | Июнь | Июль | Авг. | Сен. | Окт. | Нояб. | Дек. | Год  |
| ------------------------------------------------------ | ---- | ---- | ---- | ---- | ---- | ---- | ---- | ---- | ---- | ---- | ----- | ---- | ---- |
| Средний суточный максимум, °C                          | 6,4  | 6,9  | 10,2 | 17,9 | 23,4 | 28,5 | 31,8 | 32,3 | 26,6 | 20,1 | 16,1  | 8,8  | 19,3 |
| Средняя температура, °C                                | 3,2  | 3,7  | 6,5  | 13,2 | 18,3 | 23,3 | 26,2 | 26,3 | 21,7 | 15,9 | 12,4  | 5,4  | 14,7 |
| Средний суточный минимум, °C                           | 0    | −0,5 | 2,9  | 8,5  | 13,3 | 18,1 | 20,7 | 20,3 | 16,9 | 11,7 | 8,8   | 2,0  | 9,9  |
| Норма осадков, мм                                      | 24   | 25   | 31   | 42   | 30   | 24   | 11   | 10   | 20   | 35   | 30    | 25   | 307  |
| Источник: http://en.climate-data.org/location/992259/6 |      |      |      |      |      |      |      |      |      |      |       |      |      |

Среднегодовая температура воздуха в селе составляет +14,7 °C. В селе полупустынный климат.

## Инфраструктура
В советское время в селе располагался совхоз по подкормке крупного рогатого скота, средняя школа, дом культуры, больница, библиотека. С конца 1980-х до 1996 года в селе действовала государственная агрофирма «Наваги».
В селе расположены филиал школы, библиотека, дом культуры, врачебный пункт, два ресторана, две автозаправочные станции.